# Formuła (kolejka górska)
Formuła (w 2016 roku: Formula 1) – stalowa kolejka górska otwarta w czerwcu 2016 roku w parku rozrywki Energylandia w Zatorze. Prototypowy egzemplarz nowej generacji roller coasterów (model Space Warp) produkcji firmy Vekoma, wyposażony w nowy model pociągów. Jest jednym z dwóch identycznych egzemplarzy – drugi znajduje się w Chinach, w parku Fantawild Zhongmu.
Pierwsza w Polsce kolejka typu launched coaster, tj. taka, w której pociąg nie jest wciągany na pierwsze wzniesienie za pomocą tradycyjnego łańcucha, lecz jest przyspieszany do dużej prędkości w krótkim czasie za pomocą innego napędu zewnętrznego. W przypadku kolejki Formuła jest to napęd elektromagnetyczny. Pociągi kolejki dzięki napędowi LSM osiągają prędkość maksymalną 79,2 km/h w ciągu ok. 2 s. Przeciążenie pionowe maksymalne wynosi 3,8 g.
Kolejka została otwarta w 2016 roku pod nazwą Formula 1, po czym nazwa ta została zmieniona na Formuła w 2017 roku.

## Opis przejazdu
Pociąg opuszcza stację, wykonuje skręt o około 45° w lewo i zatrzymuje się na początku toru startowego. Po krótkim opóźnieniu zostaje przyspieszony do prędkości maksymalnej w czasie ok. 2-3 sekund, po czym natychmiast pokonuje pierwszą inwersję – lewy sidewinder o wysokości 24,8 m. Po wyjściu z inwersji pociąg wykonuje zwrot o 180° w lewo tuż przy powierzchni ziemi, po czym pokonuje niskie wzniesienie, na szczycie którego pojawiają się ujemne przeciążenia do −1 g. Następnie pociąg pokonuje drugą inwersję – prawy korkociąg, wykonuje zwrot o 180° w prawo w tunelu i pokonuje niewielkie wzniesienie z jednoczesnym przechyłem w lewo. Pociąg pokonuje ostatnią inwersję – kolejny korkociąg w prawo, następnie zwrot o 180° w lewo i wzniesienie, po czym zostaje wyhamowany przez hamulce elektromagnetyczne i po zawróceniu o 180° w prawo powraca na stację.

## Tematyzacja
Wystrój otoczenia kolejki i nazwa nawiązuje do wyścigów formuły 1. Zarówno stacja, jak i obiekty pomocnicze, charakteryzują się futurystyczną stylistyką utrzymaną w kolorystyce białej i czerwonej z akcentami w postaci czarno-białej szachownicy. W tunelu sekcji startowej, która przypominać ma pit-stop, umieszczono dekoracje w postaci figur pracowników obsługi technicznej. Startowi pociągu towarzyszy generowany przez wytwornice dym. Tor czerwony, podpory białe.

## Miejsce w rankingach
Kolejka górska Formuła zajęła 3. miejsce w rankingu European Star Award dziesięciu najlepszych nowych kolejek górskich w Europie wybudowanych w 2016 roku.
| European Star Award – Top 10 stalowych kolejek górskich w Europie | European Star Award – Top 10 stalowych kolejek górskich w Europie | European Star Award – Top 10 stalowych kolejek górskich w Europie | European Star Award – Top 10 stalowych kolejek górskich w Europie | European Star Award – Top 10 stalowych kolejek górskich w Europie |
| ----------------------------------------------------------------- | ----------------------------------------------------------------- | ----------------------------------------------------------------- | ----------------------------------------------------------------- | ----------------------------------------------------------------- |
| 2016                                                              | 2017                                                              | 2018                                                              | 2019                                                              | 2020                                                              |
| –                                                                 | 9                                                                 | –                                                                 | –                                                                 | ×                                                                 |